# Bartłomiej Sochański
Bartłomiej Julian Sochański (ur. 11 lutego 1955 w Szczecinie) – polski polityk, prawnik i samorządowiec, radca prawny i adwokat, prezydent Szczecina w latach 1994–1998, od 2020 sędzia Trybunału Konstytucyjnego, a od 2025 jego wiceprezes.

## Życiorys

### Wykształcenie i działalność zawodowa
Jest absolwentem V Liceum Ogólnokształcącego w Szczecinie. Ukończył studia na Wydziale Prawa i Administracji Uniwersytetu im. Adama Mickiewicza w Poznaniu.
Pod koniec lat 70. pracował w Wyższej Szkole Pedagogicznej w Szczecinie, następnie w Morskim Instytucie Rybackim. Od września 1980 członek „Solidarności”, przewodniczył związkowi w swoim zakładzie pracy. Po wprowadzeniu w tym samym roku stanu wojennego za prowadzoną działalność opozycyjną został zwolniony z pracy. Zajmował się pomocą prawną dla działaczy NSZZ „Solidarność”.
Do 1987 pracował jako radca prawny w Szczecińskiej Stoczni Remontowej „Gryfia”. W latach 1983–1987 pełnił funkcję zastępcy dziekana Okręgowej Izby Radców Prawnych w Szczecinie. W latach 1987–1991 praktykował w Zespole Adwokackim nr 1 w Gryficach i w Zespole Adwokackim nr 9 w Szczecinie. Następnie zajął się prowadzeniem własnej kancelarii adwokackiej w Szczecinie, w ramach której był m.in. pełnomocnikiem rodzin katyńskich w sporze przeciw Federacji Rosyjskiej przed Europejskim Trybunałem Praw Człowieka w Strasburgu oraz obrońcą ostatecznie uniewinnionych prezesów Stoczni Szczecińskiej Porta Holding.

### Działalność publiczna
W latach 1990–1994 i 1998–2002 sprawował mandat radnego Szczecina, od 1990 do 1991 zajmując stanowisko jej wiceprzewodniczącego. 5 lipca 1994 został wybrany prezydentem Szczecina (stając się pierwszym po wojnie prezydentem urodzonym w tym mieście). W radzie miasta stworzył i utrzymał przez całą kadencję koalicję przeciwko SLD. Utworzył w magistracie biuro obsługi interesantów, jednocześnie wprowadzając informatyzację urzędu miasta. W czasie prezydentury był sygnatariuszem umowy o utworzeniu Euroregionu Pomerania. Funkcję prezydenta pełnił do 18 listopada 1998.
W latach 1991–1994 należał do Kongresu Liberalno-Demokratycznego, następnie w latach 1994–2001 działał w Unii Wolności (od 1998 zasiadał w radzie krajowej tej partii). W wyborach do Parlamentu Europejskiego w 2004 startował z listy Inicjatywy dla Polski. W 2009 zaangażował się w działalność powstałego wówczas stowarzyszenia Szczecin XXI. W wyborach samorządowych w 2010 z własnego komitetu „Obudźmy Szczecin” kandydował na urząd prezydenta tego miasta, lecz nie uzyskał wyboru na tę funkcję. W 2017 wstąpił do Prawa i Sprawiedliwości, w kwietniu 2018 został ogłoszony kandydatem tej partii na prezydenta Szczecina w zaplanowanych na ten sam rok wyborach samorządowych. W drugiej turze wyborów przegrał z ubiegającym się o reelekcję Piotrem Krzystkiem. W wyborach tych uzyskał mandat radnego miejskiego.
6 kwietnia 2020 został wybrany na sędziego Trybunału Konstytucyjnego. 9 kwietnia Bartłomiej Sochański złożył ślubowanie i rozpoczął tym samym dziewięcioletnią kadencję sędziego TK. 21 lutego 2025 r. został powołany na wiceprezesa TK.
22 października 2020 był w składzie orzekającym Trybunału Konstytucyjnego, w którym TK orzekł o niezgodności z Konstytucją Rzeczypospolitej Polskiej wykonywania aborcji z powodu ciężkiego i nieodwracalnego upośledzenia płodu albo nieuleczalnej choroby zagrażającej jego życiu. Rozstrzygnięcie to zostało negatywnie ocenione pod względem proceduralnym i merytorycznym przez zespół ekspertów pod przewodnictwem prof. Marka Chmaja i wywołało w Polsce liczne protesty przeciwko zmianie przepisów aborcyjnych.

### Działalność społeczna
W latach 1996–1999 był wiceprezydentem Związku Miast Bałtyckich i wiceprezydentem Europejskiego Stowarzyszenia Regionów Granicznych, pełnił funkcję eksperta Rady Europy ds. bezpieczeństwa w miastach. Został założycielem i honorowym prezesem Towarzystwa Przyjaciół Muzeum Narodowego w Szczecinie, a także prezesem Miejskiego Klubu Pływackiego. W 2001 został konsulem honorowym Niemiec w Szczecinie, a funkcję tę pełnił do 2018.

## Odznaczenia i wyróżnienia
W 2004 został odznaczony Złotym Krzyżem Zasługi. W tym samym roku przyznano mu tytuł „Mecenasa Kultury Szczecina”.
W 2006 został laureatem Bona Lex – nagrody „Gazety Prawnej” dla najlepszych prawników. W 2010, w 40. rocznicę wydarzeń grudniowych w 1970, otrzymał Srebrny Medal Pamiątkowy Ministra Sprawiedliwości.